# Torre de Sant Pau de la Calçada
La Torre de Sant Pau de la Calçada és un edifici del petit poble de Sant Pau de la Calçada, al municipi de Figueres (Alt Empordà) protegit com a bé cultural d'interès local.
Dins d'una finca particular i a la vora de la via del tren –l'estació ferroviària de Figueres es troba a cosa d'un parell de quilòmetres– s'aixeca aquesta torre d'estil goticitzant, coronada per corsera i emmerletada. La torre s'aixeca al final d'una terrassa al costat d'un edifici d'habitació i està suportada per un edifici que té set arcs de mig punt, alguns d'ells cecs, i els que no ho són, porten a l'interior de l'edifici. L'accés a la finca es fa per un passeig que indica a l'entrada: «Sant Pau de la Calçada». Hi ha, en efecte, una capella pràcticament contigua a aquesta torre d'estil romànic.